# 9804 Shrikulkarni
9804 Shrikulkarni è un asteroide della fascia principale. Scoperto nel 1997, presenta un'orbita caratterizzata da un semiasse maggiore pari a 2,6692141 UA e da un'eccentricità di 0,1176326, inclinata di 13,50733° rispetto all'eclittica.
L'asteroide, scoperto presso l'osservatorio Wise in Israele, è dedicato all'astronomo statunitense Shrinivas Kulkarni.